# Iris almaatensis
Iris almaatensis är en irisväxtart som beskrevs av Nikolai Vasilievich Pavlov. Iris almaatensis ingår i släktet irisar, och familjen irisväxter. Inga underarter finns listade i Catalogue of Life.